# Rhûn
Rhûn je označení rozlehlých zemí, rozkládajících se od okolí stejnomenného jezera až daleko na východ, nacházejících se ve fantasy světě J. R. R. Tolkiena. Země Rhûnu jsou obývány Východňany, kteří ve třetím věku podobně jako lidé z Haradu nebo Chandu opustili Valar nebo jim odporovali. Mnozí z nich sloužili Temnému pánu Sauronovi. Slovo Rhûn znamená v jazyce elfů východ.
Rozlehlé planiny Rhûnu na západě hraničí s Rhovanionem, Mordorem a Chandem. Na severu se zmrzlou zemí Forodwaith a na jihu se suchým Haradem. Někde na dálném východě za pláněmi Rhûnu se nacházejí Červené hory Orocarni, země Hildórien, kde procitli první lidé, a Jezero probuzení Cuiviénen, kde přišli na svět první elfové. Země Rhûnu obklopují stejnojmenné jezero, které je někdy také považováno za vnitrozemské moře. Na západním břehu jezera se rozkládá země Dorwinion.

## Historie Rhûnu

### Osídlení
První elfové procitli u vod jezera Cuiviénenu na dalekém východě Středozemě. Později musely zástupy Eldar vedené Oromëm překonat rozlehlý Rhûn při jejich cestě za světlem na západě. Avari po odchodu svých příbuzných bloudili po Středozemi a jistě se někteří usadili i v zemích Rhûnu. Lidé, kteří procitnuli v Hildórienu na počátku prvního věku Slunce, se začali velmi rychle šířit. Většina lidí však brzy podlehla Morgothovým emisarům a začala uctívat zlo a tmu. Malá část Atani zvaná Edain se však rozhodla najít bájnou zemi Aman na dalekém západě, kde podle pověstí žili bohové - Valar. Dva ze tří domů Edain se při své cestě na čas usadili u jezera Rhûn, avšak útoky Morgothových služebníků, kteří Edain pronásledovali, je donutily cestovat dál na západ. Edain nakonec dorazili do zemí Beleriandu a tam se zapojili do boje s Temným pánem. Rhûn tak zůstal v moci temných mužů oddaných Morgothovi. Ti byli později známi jako Východňané.

### Pod Sauronovou nadvládou
Lidé Rhûnu sloužili ve druhém věku Sauronovi, který se opevnil v zemi Mordor. Nejznámějším Východňanem se stal vládce Khamûl, který od Saurona obdržel jeden z devíti prstenů, které Temný pán rozdal vládcům lidí. Prsten Khamûla postupně ovládl a Východňan se stejně jako osm dalších vlastníků prstenů postupně proměnil na prstenový přízrak a od té doby Sauronovi věrně sloužil. Na konci druhého věku byl Temný pán Sauron poražen a Isildur mu z ruky useknul jeho prsten. Sauron a prstenové přízraky tehdy zmizeli v říši stínů.

### Říše Východňanů
Porážka Saurona zajistila Dúnadanům necelých 500 let míru. V roce 490 T. v. však do Gondoru poprvé vpadly kmeny nájezdníků z východu. Gondorský král Tarostar tvrdě porazil Východňany v roce 500, načež přijal jméno Rómendacil I. - Vítěz nad Východem. Další nájezd mužů z východu v roce 541 se však králi Rómendacilovi stal osudným. Otce pomstil jeho syn Turambar, který Východňany porazil a okolo roku 600 se zmocnil části zemí Rhûnu. Okolo roku 1050 porazil Gondor také Haradské a Gondor dosáhl vrcholu své moci. Minalcar roku 1248 porazil nájezdníky z východu u jezera Rhûn, načež přijal jméno Rómendacil II. V 17. století přišel z Rhûnu do zemí na západě Velký mor, který zpustošil Rhovanion, Gondor a Eriador. Od poloviny 19. století se na Gondor valila nová vlna nájezdů z východu. Národ Vozatajů charakteristický způsobem boje na válečných vozech představoval pro říši Dúnadanů velkou hrozbu. Vozatajové v roce 1856 zabili v bitvě gondorského krále Narmacila II. Jeho syn Calimehtar Vozataje porazil na Dagorladu. V roce 1944 se však Vozatajové spojili s lidmi z Chandu a Haradu a společně udeřili na Gondor ze severozápadu i jihozápadu. Je pravděpodobné, že za tímto spojenectvím stál vzmáhající se Sauron. Král Ondoher padl v bitvě, avšak generálu Eärnilovi se nakonec podařilo nájezdníky odrazit. Tvrdá porážka na dlouhou dobu odradila Východňany od útoků na západ. Ve 26. století se však z Rhûnu vynořil nový národ Balchotů, kteří vpadli do Rhovanionu a podmanili si zde žijící Seveřany. V roce 2510 se Balchotové přeplavili přes Anduinu a spolu se skřety vpadnuli do Calenardhonu. Správce Cirion povolal na pomoc Seveřany z Éothédu, kteří Východňany porazili v bitvě na polích Celebrantu. Od té doby národy z Rhûnu nepodnikali na západ žádné větší nájezdy.

### Válka o Prsten
Po svém znovupovstání začal Sauron opět shromažďovat své služebníky. Východňané bojovali za Temného pána proti Svobodným národům ve válce o prsten. V bitvě před Morannonem obklíčili armády z Rhûnu spolu s dalšími Sauronovými sluhy vojsko spojenců. Konečný pád Saurona po zničení jeho prstenu oprostil obyvatele Rhûnu od jeho nadvlády. Východňané postupně uznali moc krále Elessara a vytvoření Obnoveného království.

## Známé národy a země Východňanů

### Dorwinion
Malá země Východňanů na západ od jezera Rhûn. Místní lidé se vždy snažili držet dál od konfliktů, a místo válek se soustředili na obchod. Jejich země se proslavila převážně svým vínem, které bylo oblíbeno mezi národy Elfů. Je také možné, že se mnoho elfů usadilo v Dorwinionu.

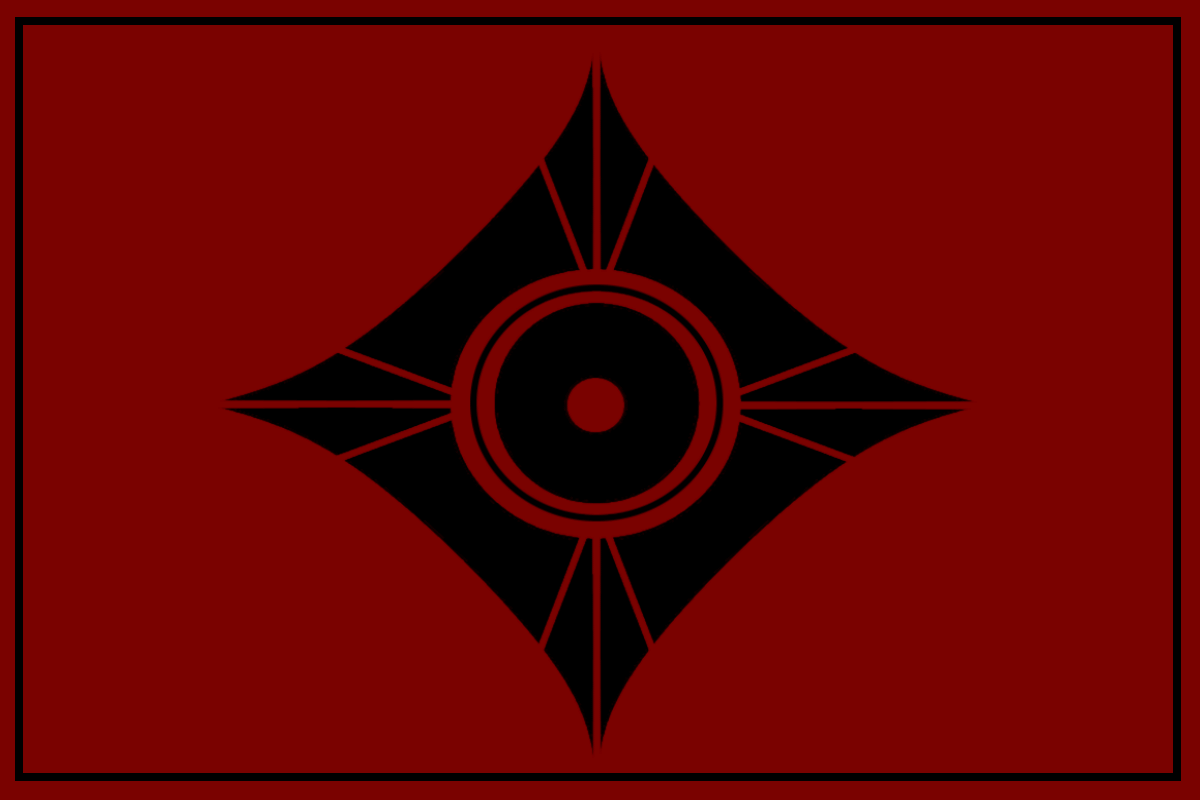
Další z mnoha vlajek zemí východu. Tato pravděpodobně náleží Rhûnské říši.

### Rhûnské Království

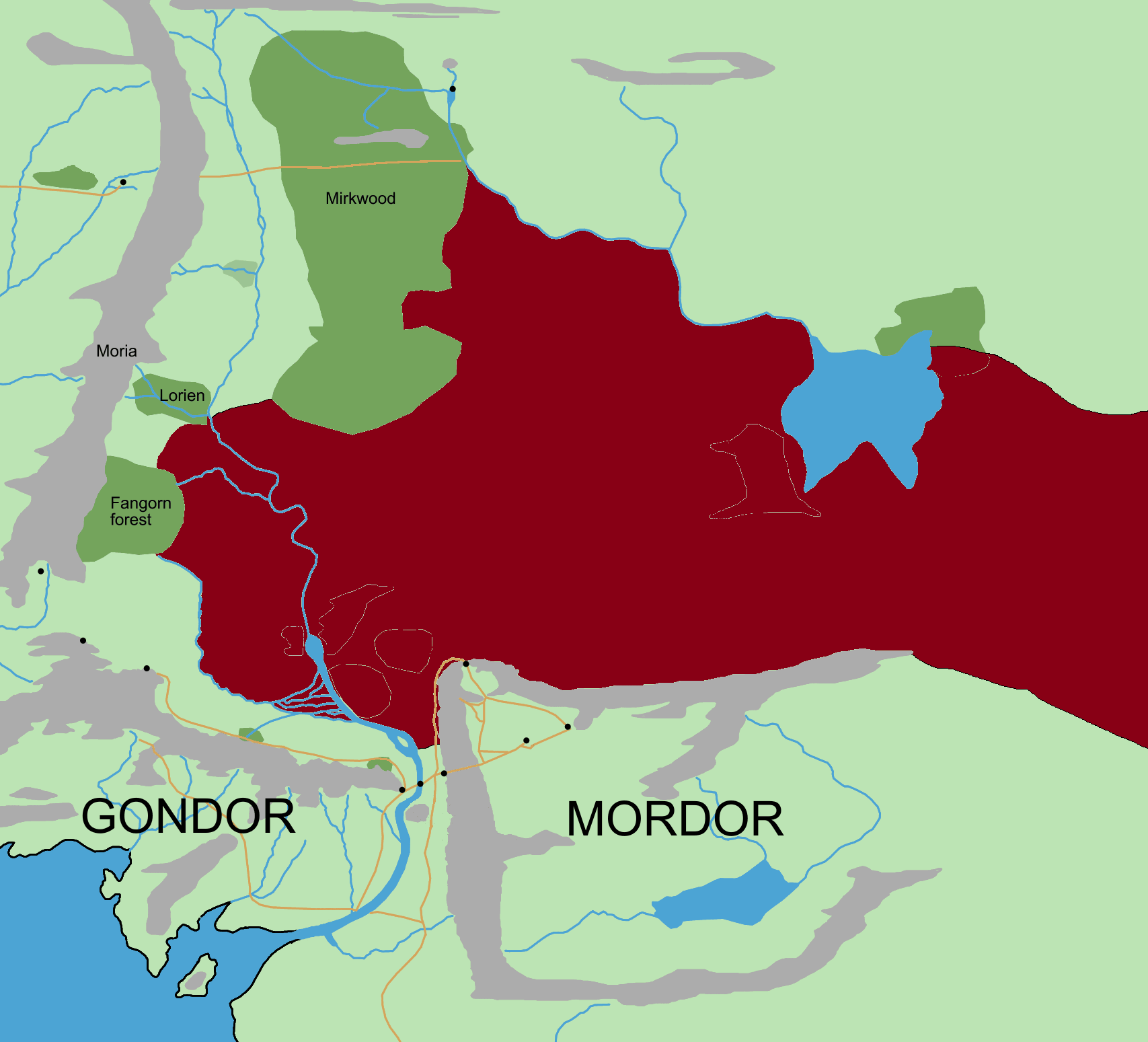
Mapa Konfederace Vozatajů na vrcholu její moci, 1856 T.v.

Království Východňanů nacházející se v okolí jezera Rhûn. Bylo jedním z mnoha národů spojených se Sauronem a věrných jeho vládě. Tato země byla několikrát poražena během válek s Gondorem během vlády králů Turambara a Hyarmendacila I. Taktéž byli postiženi velkým morem, ačkoliv počet mrtvých na mor není znám, a pravděpodobně se podrobili Konfederaci Vozatajů a Balchothům, když zaútočili na Středozem. Během Války o Prsten lidé tohoto království bojovali po boku Saurona a společně s Mordorem obléhali Minas Tirith. Po Válce o Prsten se po válce s Gondorem nakonec podrobili Obnovenému Království.

### Konfederace Vozatajů
Říše Východňanů, jejíž touha po expanzi na západ vyburcovala k invazi do Rhovanionu. Vozatajové začali útočit na východní území Gondoru v roce 1851 a o pět let později zahájili velký útok, zmasakrovali armádu Gondoru a zabili krále Narmacila II. v bitvě na pláních. Centrem jejich armád byli prapory jezdců v koňských povozech a vozech (které jim daly jméno), po nichž do boje nastoupila normální kavalérie a pěchota. Vozatajové zaútočili na země Rhovanionu, kde zničili stejnomený stát a zotročili jeho lid. Gondor pod jejich náporem ztratil všechna svá teritoria východně od řeky Anduiny (kromě Ithilienu). Třicátý král Gondoru, Calimehtar, syn Narmacila, porazil Vozataje ve druhé bitvě o Dagorlad, avšak nebyli zničeni. V roce 1944 znovu udeřili, tentokrát se ale spojili s Haradskými a lidmi z Chandu. Podařilo se jim zabít krále Ondohera a oba jeho syny, ale místo aby jeli do Minas Anor a dobyli hlavní město Gondoru, tak se zastavili, aby oslavili svá vítězství. Mezitím jižní armáda generála Eärnila z Gondoru porazila Haradské a jela na sever bránit svého krále. Přišel příliš pozdě, aby zachránil Ondohera, ale podařilo se mu rozdrtit armádu Vozatajů v bitvě o Vozatajský tábor. Eärnil byl korunován králem. Po této porážce byla síla Konfederace Vozatajů těžce ochromena a jejich moc v Rhovanionu upadla. Vozatajové postupně opustili území bývalého království Rhovanionu a stáhli se zpět do Dorrhúnenu na jihu a zemí na východě. Války o Prsten se neúčastnili a tak je jasné, že nebyli spojenci Saurona.

### Balchothové
Národ sjednocených kmenů z východu, který byl během invaze Vozatajů pokořen Konfederací Vozatajů, které Balchothové sloužili jako satelitní stát. Pod vlivem Saurona z Dol Gulduru zaútočili Balchothové na Gondor v roce 2510. Obsadili pláně Calenardhonu a téměř zničili armádu vládnoucího správce Ciriona, ale byli poraženi Éothéodem vedeným Eorlem Mladým v bitvě na polích Celebrantu, celá armáda byla rozdrcena a mnoho prchajících Balchothů usmrceno Eorlem a jeho muži. Balchothové znovu nezaútočí na Gondor, ačkoliv Východňané pokračovali v obtěžování Rohanu, a zabili Eorla, než je nakonec zahnal jeho syn Brego. Na rozdíl od Vozatajů se armády Balchothů skládaly převážně z pěchoty a kavalerie.

Mezi další jmenované národy Východňanů, ať už z expandovaných zdrojů nebo od samotného Tolkiena, patří například:
Ulgathové, Lodennûl, Talathotské země, země Dyria, země Lossodan, Ered Engrim, Kargagis Ahar, Folyavuld, Gramavuld, Ehwathové, země Hildorienu, Sagaath, Brygathové, Gathmarig, země Kugathu, Wágathové, a Thrumavuld, Lotanské kmeny, země Chey Sartu, Nissové, země Tyrenidů, země Shayanidů, Uridové, země Helkearu, Orocarni, země Womavu, Ibavid, Aharidové, Urakhani, Waarwugan, Orossalo, Waw, Jojopo, země Ibnuthitioda, Szreldorové, země Asdriagů, země Ioriagů, země Nurniagu, Aldhad, země Jamny a země Utimu. Avšak o těchto zemích a národech není skoro nic známo. Existují však i domněnky, že mezi Východňany existují i království Trpaslíků.
Východně od Středozemě na územích Rhûnu a na východě měli Černí Númenorejci své kolonie a teritoria, avšak o těchto zemích je napsáno minimum, a to pouze v expandovaném univerzu.